# George Maycock
George Maycock (* 9. September 1917 in Colón, Panama; † 20. August 1979 in New York City) war ein panamaischer Jazzpianist; er gilt als einer der ersten afroamerikanischen Musiker, die in Mitteleuropa nach dem Zweiten Weltkrieg modernen Jazz nicht auf Konzerttourneen, sondern im Rahmen von intimen Auftritten in Jazzclubs authentisch zu Gehör brachten.

## Leben und Wirken
Maycock spielte bereits seit 1940 in Panama mit seiner Band Chimbombo Swingjazz. Mit der Tanz- und Musikshow des Kubaners Jaime Camino kam Maycock mit seiner Band 1949 nach Spanien. Gemeinsam mit dem Trompeter Boogie Sergeant und Drummer Big Fletchit, die bei Camino spielten und auch in Europa blieben, operierte die „Chic-Combo“ mit dem jamaikanischen Bassisten Noel George Gillespie zunächst von Basel, dann von Köln aus, um auf Tournee zu gehen. Gelegentlich spielte Saxophonist Jack Poll mit dem Quartett, bevor 1956 Wilton Gaynair hinzu kam und so das „George Maycock Quintett“ entstand. Diese Band spielte Modern Jazz, trat weiter überregional auf und wurde als "die wohl beste schwarze Combo in diesem Land" (Rheinische Post 1980) gewertet. Maycock lebte mit seiner Frau Ilse von ca. 1955 bis ca. 1961 in Hamburg. Später zog Maycock nach Düsseldorf, wo er ein Zentrum der örtlichen Jazzszene bildete, aber seit den 1960er Jahren zunehmend auch in Tanzkapellen spielen musste. Sergeant und Gillespie wechselten in bürgerliche Berufe; in den siebziger Jahren tourte Maycock im Trio mit Fletchit und Ali Haurand bzw. spielte im Düsseldorfer Downtown mit Jörn Behrens und Ralph Kleine-Tebbe.

## Auswahldiskographie
- George Maycock Chic Combo: Walking Sam / That’s Right - What’s Wrong. (Phillips, Schellack)
- George Maycock Trio. (Ring Records, 1975)
- George Maycock Trio: Downtown Trio. (Rillophon, 1978)